# Protobothrops tokarensis
Protobothrops tokarensis är en ormart som beskrevs av Nagai 1928. Protobothrops tokarensis ingår i släktet Protobothrops och familjen huggormar. Inga underarter finns listade i Catalogue of Life.
Arten förekommer på Ryukyuöarna (främst Takara-jima) som tillhör Japan.